# Charles de Llamby
Charles Joseph de Llamby, né le 13 mai 1926, est un général d'armée français .
Il est fait grand-croix de la Légion d'honneur en 2015.

## Biographie
Charles Joseph de Llamby naît le 13 mars 1926 a Perpignan 
Parachutiste, il participe à la guerre d'Indochine et puis d'Algerie dans le bataillon de Marcel Bigeard  avec le rôle d'operateur radio et commandant de compagnie  Ensuite il supervise le débarquement franco-britannique au canal de Suez en juin 1956,
Il est en 1959-1960 officier de renseignement  dans le secteur de Saïda en Algerie et en 1969-1971 promu lieutenant-colonel est chef du 6e régiment de parachutistes d'infanterie de marine . Promu general en 1975  Il dirige ensuite la maison militaire du Premier ministre et est gouverneur militaire de Strasbourg (1983). Il finit sa carrière avec le grade de général d'armée 

## Préface
- Pierre de Tonquédec (préf. Charles de Llamby), Face à Kadhafi : opération Tacaud, Tchad 1978-1980, Saint-Cloud, Soteca, 2012, 125 + 25 (ISBN 978-2-916385-90-7, BNF 43678307)

## Décorations
- Grand-croix de la Légion d'honneur le 10 avril 2015[14].